# ジャズメン
ジャズメンは、1993年9月にSANKYOが発売した、センター役物の中にサックス奏者と回転するレコード盤が配置されているパチンコ機のシリーズ名。
『ジャズメンⅠ』と『ジャズメンⅡ』の2機種がある。

## 概要
貯留型の羽根モノタイプ。羽根がサックスの形をしており、役物内の右回りに高速回転するレコード盤を通ってVゾーンに入賞すれば大当たりとなる。このVゾーンはレコード盤の後ろに配置されており、Vゾーン手前の橋から奥へ玉が転がりこむとV入賞となる。大当たり中のBGMはジャズである。シリーズ機で異なる点は貯留解除のタイミングと賞球数で、それ以外はほとんど同じである。
役物内のレコード盤には切れ目があり、この切れ目部分の両側から2本の棒が突き出ている。レコード盤の切れ目の奥にVゾーンが配置されている仕様のため、切れ目が真下のタイミング以外ではVゾーンに玉を運ぶことができない。レコード盤の切れ目が真下にある瞬間が唯一V入賞することが可能なタイミングとなる。

## スペック
- ジャズメンⅠ
  - 賞球数 7&13
  - 大当たり最高継続 15R
  - 最大貯留 2個（6カウント）
- ジャズメンⅡ
  - 賞球数 ALL10
  - 大当たり最高継続 15R
  - 最大貯留 2個（4カウント）

## 演出
大当たり中は役物内のサックスが下降し最大2個の玉を貯留する。通常時同様に大当たり中も回転しているレコード盤は、ハズレ4カウント後にVゾーンを真下に向けた状態で停止する。『Ⅰ』は6カウントか羽根開閉18回後に貯留が解除される。『Ⅱ』は4カウント後に貯留が解除されるのでタイミングが『Ⅰ』と異なる。サックス内に貯留されれば、ほぼ確実にV入賞するので、継続率は高めである。

## サウンドトラック
- 『パチンコ・ミュージック・フロム SANKYO FEVER WARS』 キングレコード、1998年8月21日。KICA-1217。
  - BGMが収録されている。